# Controversia sobre el CERN y su colisionador de hadrones

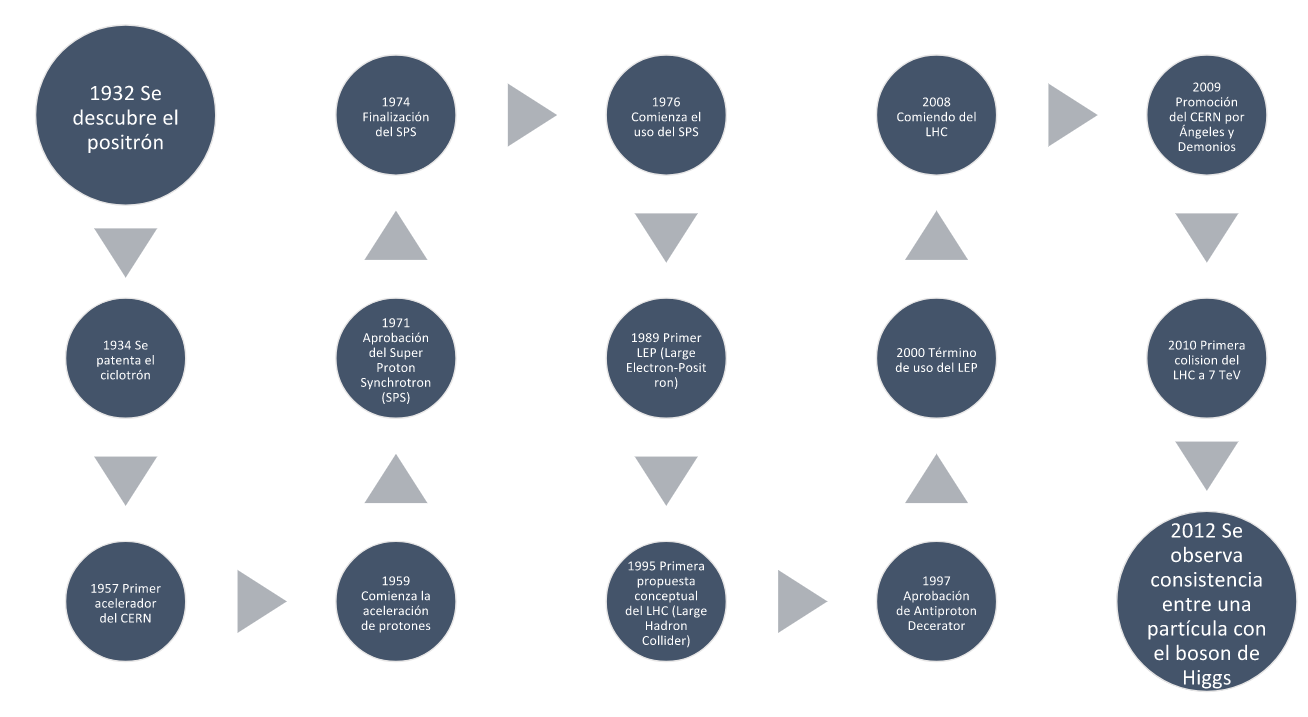
Historia del CERN

El CERN y su colisionador de hadrones  han sido objeto de diferentes controversias (principalmente religiosas y científicas), debido a que los experimentos que se llevan a cabo, intentan encontrar respuestas a cuestiones muy avanzadas de la física utilizando un método de aceleración y choque de partículas, el cual genera una cantidad muy alta de energía (pero a nivel subatómico).

## Historia
Desde que fue inaugurado en septiembre de 2008, el Gran colisionador de hadrones (LHC) ubicado cerca de Ginebra entre la frontera de Suiza y Francia ha causado gran expectación entre la comunidad científica, y aún mayor entre un gran sector de la población no erudita en el tema.

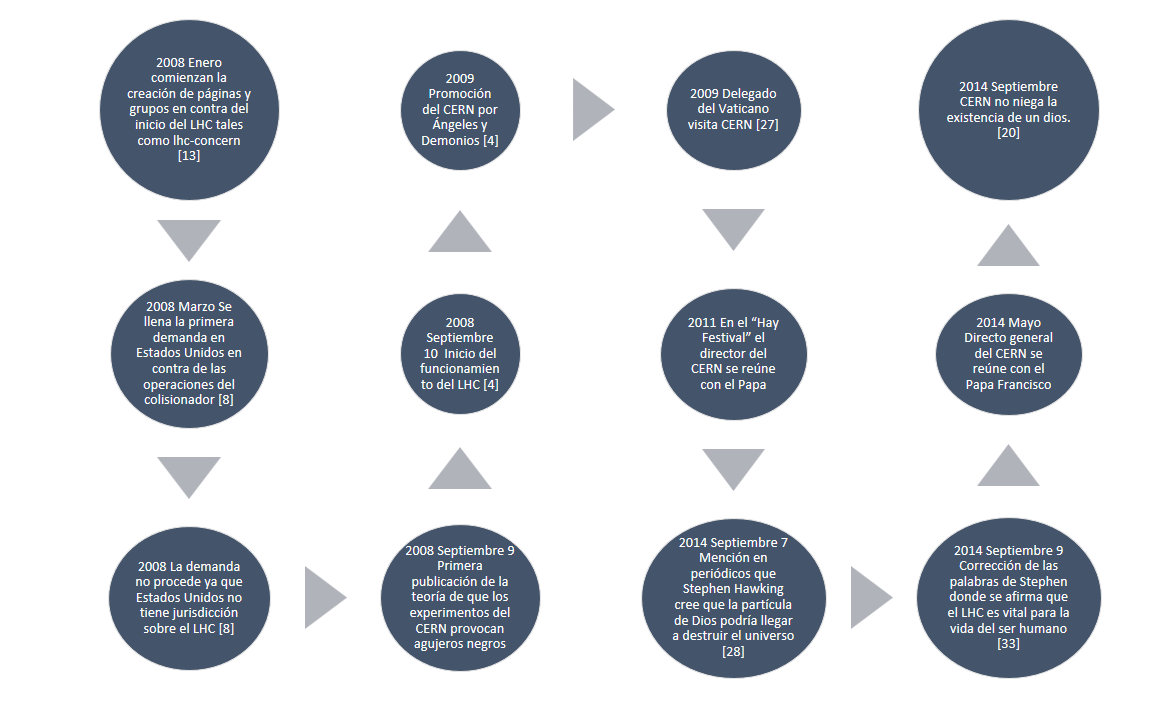
Historia de la controversia del CERN

 El LHC es el mayor acelerador y colisionador de partículas subatómicas en el mundo, fue diseñado con el propósito de examinar la validez y los límites del Modelo estándar de la Física de partículas, sobre el que actualmente se basa el marco teórico de la física moderna. 
Desde el momento que fue anunciada la inauguración de los experimentos en el 2008 comenzó a tener críticas, lo cual llevó incluso a la creación de páginas o debates donde se demandaba una supervisión real y crítica de los experimentos y su peligro, o incluso a que se detuvieran los experimentos en el colisionador. 
A este movimiento no solo se han unido diferentes científicos que temen por el riesgo de un posible agujero negro causado por el LHC sino que existen críticas políticas del uso de los recursos destinados a los experimentos.

## Acuerdos

### Políticos
Invertir en la ciencia brinda grandes ganancias a un país, gracias a que se crean nuevas tecnologías y por lo tanto se crean más empleos.
También satisface la curiosidad y el conocimiento de investigadores, ingenieros, científicos, etc. Haciendo que estos no tengan la necesidad de buscar otros países para ejercer sus estudios.
La inversión del gran colisionador de hadrones podría recuperarse gracias a la participación  y retornos industriales de grandes empresas las cuales necesiten de esta tecnología para sus propios beneficios.
A lo largo de su historia el CERN también ha demostrado que sus descubrimientos tienen aplicaciones tan cotidianas y fundamentales como la red. (Fue uno de los lugares en donde nació la World Wide Web).

### Científicos
Los científicos del CERN aseguran que, sin el colisionador de hadrones, la ciencia no tendría conocimientos de ciertos fenómenos físicos ocurridos en el Big bang.
Por medio del LHC se tiene una manera práctica de demostrar los postulados de la física de partículas que en su mayoría son teóricos.
Provee la única manera en la actualidad para buscar la existencia de partículas predichas por teorías como la supersimetría.

## Desacuerdos

### Políticos
Algunos países entre ellos el Reino Unido tienen diferentes opiniones de  hacia a donde se deberían de enfocar esos recursos que se tienen destinados al CERN. 
Se critica mucho el hecho de que aproximadamente se destinan 500 millones de libras de los contribuidores de impuestos al desarrollo y experimentos del LHC. 
En algún momento se menciona como el consejero en jefe de ciencia del gobierno del Reino Unido opina que los recursos que se usan deberían de enfocarse en otro tipo de investigaciones como la del cambio climático, esto debido a que no servirán de nada los descubrimientos que se encuentren si no hay un lugar habitable para los humanos.

### Científicos
Dentro de la controversia existen diferentes grupos científicos y académicos que se encuentran en contra del uso del LHC ya que consideran que es un riesgo para el universo. 
Uno de ellos es el grupo de lhc-concern donde por medio de diferentes boletines y publicaciones se presentan diferentes ideas de científicos como el ganador del Premio Nobel Frank Wilczek mencionando la creencia del peligro de un hoyo negro a pesar de que el CERN reforzara que eso no sucedería. 
Este grupo publicó diferentes papeles y requerimientos al consejo del CERN pidiendo que se consideren los peligros de los experimentos y se detuvieran los mismos donde eran respaldados por diferentes estudios de expertos de universidades como la Universidad de Griffith, la Universidad de North Dakota, y la Universidad de Oxford.
En el 2014 se malinterpretaron las palabras de Stephen Hawking las cuales se usaron para fundamentar el peligro ya que muchos de las primeras páginas de los periódicos mencionaron que él apoyaba que el LHC destruirá el Universo.

### Religiosos
A pesar de que no se haya tomado una postura por parte del papa y del Vaticano formal ante el tema y se han llevado a cabo diferentes reuniones entre esta entidad religiosa y el CERN.
Se ha llegado  a la conclusión en diferentes debates que no se puede confiar en la creencia de la palabra de Dios; esto por supuesto ha puesto en contra a muchos fieles y sacerdotes que afirman en diferentes teorías conspiración que este tipo de experimentos son del mal y están abriendo las puertas del infierno en la tierra.

## Actores clave

### Países
Suiza donde se llevan a cabo los experimentos del CERN. Otro actor importante es Estados Unidos, que a pesar de que es uno de los principales patrocinadores de las investigaciones también tiene un gran número de personas y científicos en desacuerdo y fueron de esta misma nacionalidad de donde se presentaron las primeras demandas para detener el uso del CERN por creer que hay riesgos al universo.

### Entidades Religiosas
Principalmente fieles del cristianismo, hinduismo, y catolicismo donde sin hacer mucha investigación creen que el CERN niega la existencia de un dios, por lo cual están en contra de los experimentos ya que son un riesgo para la fe de los creyentes y si se demostrara que fue así la creación del mundo todos los fundamentos religiosos de la creación serían negados. 
El papa y diferentes delegados católicos han estado en constante reunión con el director del CERN con el paso de los años, sin embargo no hay un apoyo a los experimentos de manera pública.

### Investigadores y científicos
De diferentes países se encuentran divididos, donde algunos consideran que es un peligro para el universo, mientras que otros lo apoyan y muchos de ellos buscan participar en el proyecto o ya lo hacen.
El CERN ha reunido investigadores de todo el mundo para llevar a cabo los experimentos, donde el talento ha sido incluso obtenido desde México hasta en Alemania y otros países.